# Bechtler Péter
Bechtler Péter (Kula, 1891. április 22. – Budapest, 1964. november 29.) magyar faszobrász, szakszervezeti vezető, szociáldemokrata politikus, 1945 és 1948 között Budapest alpolgármestere, nemzetgyűlési, majd országgyűlési képviselő.

## Élete
Bechtler Péter a Bács-Bodrog vármegyei Kulán született 1891-ben, Bechtler János molnár és Grieszfelder Erzsébet fiaként. Az elemi iskola hat osztályát végezte el, majd faszobrászmesterséget tanult. 1910-ben csatlakozott a Budapesti Szobrászok Szakegyletéhez, melynek 1913-ban választmányi tagja lett, majd 1915 és 1948 között 33 évig elnöke volt. Szintén 1910-ben lépett be a Magyarországi Szociáldemokrata Pártba, aminek 1917-ben választmányi tagja lett, valamint a párt országos nemzetiségi kisebbségi bizottsága titkáraként a magyarországi németajkú szociáldemokraták ügyeiért felelt.
1918 őszén, az őszirózsás forradalom idején a Magyar Nemzeti Tanács tagja lett, a Tanácsköztársaság alatt pedig a Budapesti Központi Forradalmi és Munkástanács tagja volt, ezért a proletárdiktatúra bukása után 1919 augusztusában rövid időre letartóztatták. 1925-ben az MSZDP budai kerületi titkára és a fővárosi törvényhatósági bizottság tagja lett. 1926-ban, 1935-ben és 1939-ben is indult pártja jelöltjeként az országgyűlési választásokon képviselőjelöltként, de nem szerzett mandátumot. 1938 és 1944 között a Szállítási és Közlekedési Munkások Szövetségének titkára is volt, így a szállítómunkások 1940-es bérmozgalmának irányítója is lett. A két világháború között fővárosi képviselőként főleg városrendezési kérdésekkel foglalkozott, a fogaskerekű vasút villamosításának, népstrandfürdők és külterületi iskolák építésének szorgalmazója volt. Az ország 1944-es német megszállása alatt összekötő szerepe volt az SZDP, a szakszervezeti mozgalom és a Magyar Front között.
1945 elején az SZDP intézőbizottságának tagja, majd 1945. január 23-án Budapest székesfőváros alpolgármestere lett Csorba János polgármester mellett, tisztségét 1948-ig viselte, így alpolgármester volt Vas Zoltán, Kővágó József és Bognár József polgármestersége idején is. 1945-ben a Szabad Szakszervezeteket képviselve az Ideiglenes Nemzetgyűlés tagja volt, majd az 1945-ös nemzetgyűlési és az 1947-es országgyűlési választásokon az SZDP Baranya és Tolna vármegyei listájáról szerzett mandátumot. 1945-től 1946-ig a Legfelsőbb Sporttanács, illetve a Legfelsőbb Ötös Sporttanács tagja, 1946 és 1948 között pedig a Városi, Vármegyei és Községi Alkalmazottak Országos Szövetségének elnöke volt. 1948-ban lemondott mandátumáról, illetve alpolgármesteri és egyéb tisztségeiről, az év végén pedig a Kőbányai Téglagyár kereskedelmi igazgatója lett.
1952 májusában letartóztatták és az év novemberében koholt vádak alapján, háborús bűntett miatt hat évi fegyházbüntetésre ítélték. 1955 augusztusában kegyelemmel szabadult és 1956-ban rehabilitálták. Az 1956-os forradalom idején ismét bekapcsolódott a politikai életbe, és rövid időre, november 2. és november 4. között újra Budapest alpolgármestere volt.
Első felesége Kecskés Margit volt, akinek halála után újranősült. Két fia született, Bechtler Kornél és Bechtler János.